# Peroryctes broadbenti
Peroryctes broadbenti е вид бозайник от семейство Бандикути (Peramelidae). Видът е застрашен от изчезване.

## Разпространение
Разпространен е в Папуа Нова Гвинея.